# محمد جمعة (لاعب كرة قدم إماراتي)
محمد جمعة (مواليد 28 يناير 1997، لاعب كرة قدم إماراتي يجيد اللعب في الوسط مع نادي البطائح في دوري الخليج العربي الإماراتي .

## مسيرة اللاعب
لعب مع نادي الشباب ونادي شباب الأهلي ونادي البطائح.

## روابط خارجية
- محمد جمعة على موقع إي إس بي إن إف سي (الإنجليزية)
- محمد جمعة على موقع ناشيونال فوتبول تيمز (الإنجليزية)
- محمد جمعة على موقع Soccerway.com (الإنجليزية)
- محمد جمعة على موقع عالم كرة القدم.نت (الإنجليزية)